# Allogamus starmarchi
Allogamus starmarchi är en nattsländeart som beskrevs av Bronisław Szczęsny 1967. Allogamus starmarchi ingår i släktet Allogamus och familjen husmasknattsländor. Inga underarter finns listade i Catalogue of Life.